# Citroën C4 (2010)
La Citroën C4 di seconda generazione (spesso identificata come C4 II o C4 Mk2) è un'autovettura di segmento C della casa automobilistica francese Citroën, prodotta dal 2010 al 2018.

## Storia e profilo

### Debutto
Al Salone di Parigi del 2010 fa il suo debutto la seconda generazione della Citroën C4, leggermente cresciuta nelle dimensioni e che non è prevista nella variante coupé, ma solo a cinque porte. La 3 porte è stata scartata dai programmi della casa sia per i ridotti numeri di vendita della 3 porte della precedente generazione, sia per non rischiare di sovrapporsi commercialmente alla DS3.

### Design esterno e interno

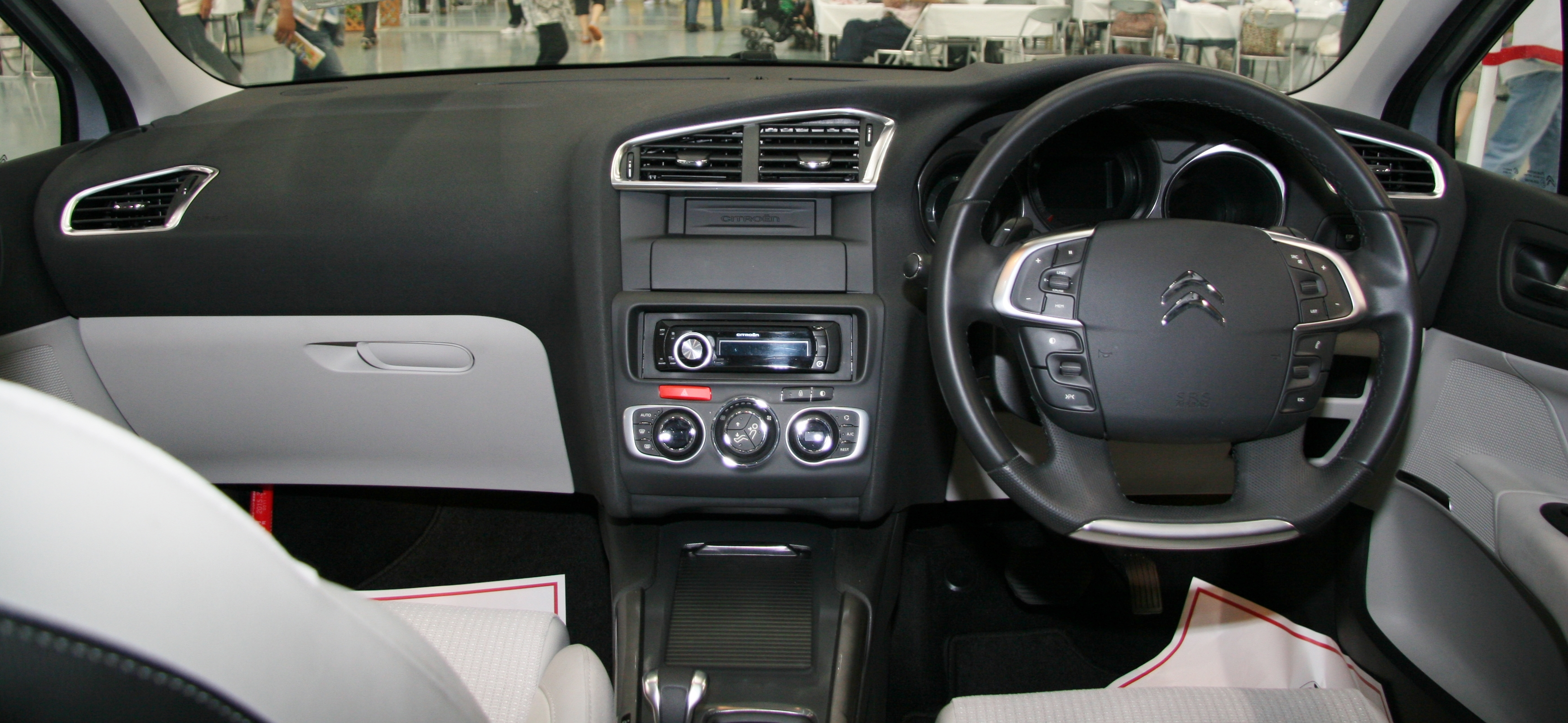
Interni

Rispetto al modello uscente, la vettura propone linee più sobrie e meno eccentriche. In generale, le linee sono meno tondeggianti; il frontale è dominato dai grandi gruppi ottici dall'aggressivo disegno "tagliato" superiormente e dotato di una sorta di "scalino" nel lato inferiore. Ben visibile nel frontale è anche la grande calandra Citroën formata dai prolungamenti del logo centrale. Il cofano motore è reso più grintoso da due nervature longitudinali, mentre il paraurti, anch'esso molto aggressivo, è dotato di una bocca piuttosto grande, fiancheggiata da due prese d'aria e due alloggiamenti per i fendinebbia. Tale bocca va a costituire idealmente un tutt'uno con la griglia della calandra. La vista laterale presenta due nervature longitudinali, una appena sopra la linea della maniglie porta e l'altra nella parte inferiore. La coda è caratterizzata dai gruppi ottici che penetrano in parte nella fiancata e in parte nel portellone del vano bagagli, anche se solo con funzione catarifrangente. Anche qui, il massiccio paraurti dà un senso di robustezza alla vista posteriore, ma nel contempo ne innalza eccessivamente la soglia di carico.
Il cruscotto della C4 seconda serie è caratterizzato dalla strumentazione illuminata di blu in diverse tonalità e che combina la tecnologia analogica con quella digitale. La plancia, con l'ormai immancabile display, è anch'essa molto moderna nello styling, e presenta alcune nervature, specie nella parte superiore, che si rifanno alle linee esterne di carrozzeria. I sedili hanno un disegno sportiveggiante, con fianchetti imbottiti che però offrono poco contenimento laterale. Il divano è frazionabile secondo l'ormai consueto schema 60-40, ma non è ribaltabile in avanti. Il vano bagagli offre fino a 408 litri in configurazione standard, ampliabili però fino a 1183 abbattendo lo schienale posteriore.

### Meccanica e motori
La C4 seconda serie è prevista con specifici pneumatici a bassa resistenza al rotolamento e dei 200 kg di polimeri utilizzati in ogni esemplare, circa 30 sono ecocompatibili.
La base meccanica della seconda generazione della C4, è derivata da quella della prima generazione: persino il passo è rimasto invariato, ma vi sono alcune novità anche in questo caso. Per rendere la vettura più confortevole sono state leggermente modificate le geometrie delle sospensioni che pur mantenendo gli originari schemi della precedente C4, sono stati rivisti in alcuni punti per rendere più confortevole la vita a bordo. Inoltre, sono state utilizzate nuove boccole di gomma più utili allo scopo. I freni sono a disco e quelli anteriori sono autoventilanti, con ABS ed ESP di serie sull'intera gamma. Lo sterzo a cremagliera con servocomando elettroidraulico riprende quello della precedente C4.
La gamma motoristica comprende tre motori a benzina e quattro diesel:
- 1.4 VTi: 1397 cm³, 95 CV di potenza;
- 1.6 VTi: 1598 cm³, 120 CV;
- 1.6 THP: 1598 cm³ turbo, 156 CV;
- 1.6 HDi: 1560 cm³, 90 CV;
- 1.6 HDi 16v': 1560 cm³, 110 CV;
- 1.6 e-HDi 16v: 1560 cm³, 110 CV con Start&Stop;
- 2.0 HDi 16v: 1997 cm³, 150 CV.

Il motore e-HDi, al suo debutto assoluto sulla C4 (e in contemporanea sulla C4 Picasso basata sulla prima serie), è accoppiato a un cambio robotizzato a 6 rapporti, così come il motore 1.6 THP. Le altre motorizzazioni sono previste con un cambio manuale a 5 marce (1.4 VTi, 1.6 VTi e 1.6 HDi da 92 CV) o a 6 marce (1.6 HDi da 112 CV e 2.0 HDi). La 1.6 VTi è ottenibile anche con un cambio automatico a 4 rapporti.

### Allestimenti e dotazioni
Quattro sono i possibili allestimenti previsti per la C4 II al suo debutto:
- Attraction, livello di base previsto in abbinamento alle motorizzazioni 1.4 e 1.6 VTi, oltre cha alle 1.6 HDi senza Start&Stop ed in entrambi i livelli di potenza;
- Seduction, livello medio-basso previsto per tutte le motorizzazioni eccetto la 1.6 THP;
- Business, livello medio-alto previsto in abbinamento con i motori 1.6 HDi ed e-HDi;
- Exclusive, livello top di gamma, previsto per tutte le motorizzazioni della gamma eccetto il 1.4 VTi.

La dotazione di serie su tutta la gamma comprende: ABS, ripartitore di frenata, ESP, Hill-Assist, controllo della trazione, airbag conducente, airbag passeggero disattivabile, airbag laterali, airbag a tendina, assistente elettronico alla frenata d'emergenza, chiusura centralizzata, dispositivo di chiusura automatica che si attiva non appena il veicolo si mette in movimento, vetri elettrici anteriori con funzione antipizzicamento, poggiatesta posteriori, sedile conducente regolabile in altezza, volante regolabile in altezza e profondità, computer di bordo, illuminazione regolabile della strumentazione, indicatore cambio di marcia e di marcia inserita, paraurti e maniglie e specchietti in tinta.
Le versioni di allestimento intermedio prevedono anche i vetri elettrici posteriori, i poggiatesta anteriori regolabili, il climatizzatore manuale con filtro antipolline, il cruise control, il sedile passeggero regolabile in altezza, il volante multifunzione in pelle, l'accensione automatica dei fari, i fendinebbia, i fari orientabili in curva, il tergicristalli con sensore pioggia e radio CD MP3. L'allestimento top prevede inoltre di serie anche il sistema radar di sorveglianza dell'angolo morto, il pacchetto Bluetooth + presa USB + presa jack e i cerchi in lega da 16 pollici (gli allestimenti minori montano i cerchi in acciaio dello stesso diametro con copricerchi).
Tra gli optional vi sono il tetto panoramico in cristallo (non per la Attraction), i cerchi in lega da 17 o da 18 pollici (solo per la Exclusive), il navigatore satellitare con display da 7 pollici (non per la Attraction) e la selleria in pelle.

## Evoluzione
Per due anni non vi furono novità di sorta alla gamma: solo a partire dall'inizio del 2013 vi furono alcuni aggiornamenti, peraltro limitati al solo listino italiano, da cui scomparve la versione 1.6 THP da 156 CV. Ancora nessuna novità particolare nei restanti altri listini. Una novità di rilievo si è avuta nella primavera del 2014, quando ha fatto il suo debutto il nuovo motore 1.2 e-THP, ossia un'unità da 1199 cm³ sovralimentato mediante turbocompressore, corredato di sistema Stop & Start integrato nella trasmissione e con potenza massima di 131 CV. Nel corso dello stesso anno, la gamma della C4 seconda serie viene cancellata da alcuni listini europei. La sua carriera continua però in altri mercati, primo fra tutti quello francese. In Italia viene dapprima messa fuori listino e poi riproposta a inizio 2016 nella sola versione Sense, di dotazione media.
In questi primi anni di carriera della seconda generazione della C4 hanno fatto il loro debutto anche altri modelli la cui denominazione utilizzava la sigla C4. Questi sono il CUV C4 Aircross, il crossover C4 Cactus e la seconda generazione della monovolume C4 Picasso. Si tratta però di modelli che non condivido nulla con la C4 berlina, in quanto sfruttano altri pianali tecnicamente non legati a essa. La Aircross è infatti un modello strettamente imparentato con la Mitsubishi ASX (con cui il Gruppo PSA era legato da un'alleanza commerciale), mentre la Cactus sfrutta il pianale della più piccola Peugeot 208 e la C4 Picasso seconda serie nasce sul nuovo pianale modulare condiviso in questo periodo solo con la Peugeot 308 seconda serie.

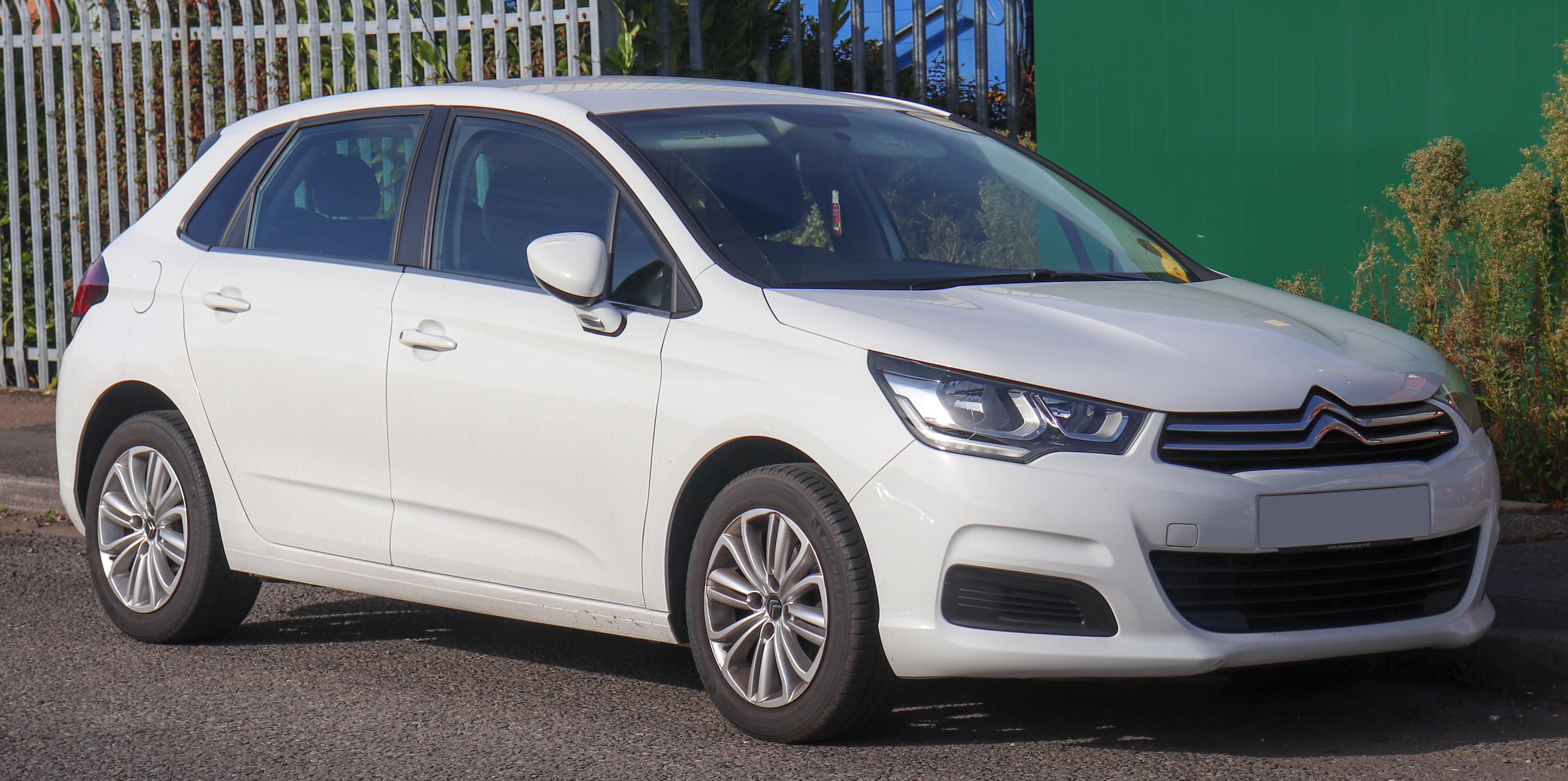
Restyling

### Restying 2014
A metà dicembre 2014 arriva un piccolo restyling: cambiano le luci le diurne a led, mentre i fanali, accesi, presentano un inedito disegno tridimensionale. Nell'abitacolo debutta un nuovo schermo multifunzione di 7 pollici sensibile al tatto: una soluzione che ha permesso di ridurre il numero dei tasti presenti sulla plancia. Nella stessa occasione si ha una massiccia rivisitazione della gamma motori: il 1.6 Prince, sia turbo che aspirato, esce di scena in quanto ormai datato e poco richiesto. Inoltre, sul fronte dei diesel scompaiono i 1.6 HDi da 92 e 112 CV, nonché il 2 litri HDi da 150 CV. Tutte queste motorizzazioni a gasolio vengono prontamente sostituite dalle rispettive versioni BlueHDi, con potenze di 100, 120 e nuovamente 150 CV. Questo restyling non arriva sul mercato italiano dove l'auto non viene più venduta ai privati ma solo ad alcune flotte aziendali a causa delle vendite al di sotto delle aspettative e per lasciare spazio alla DS 4..

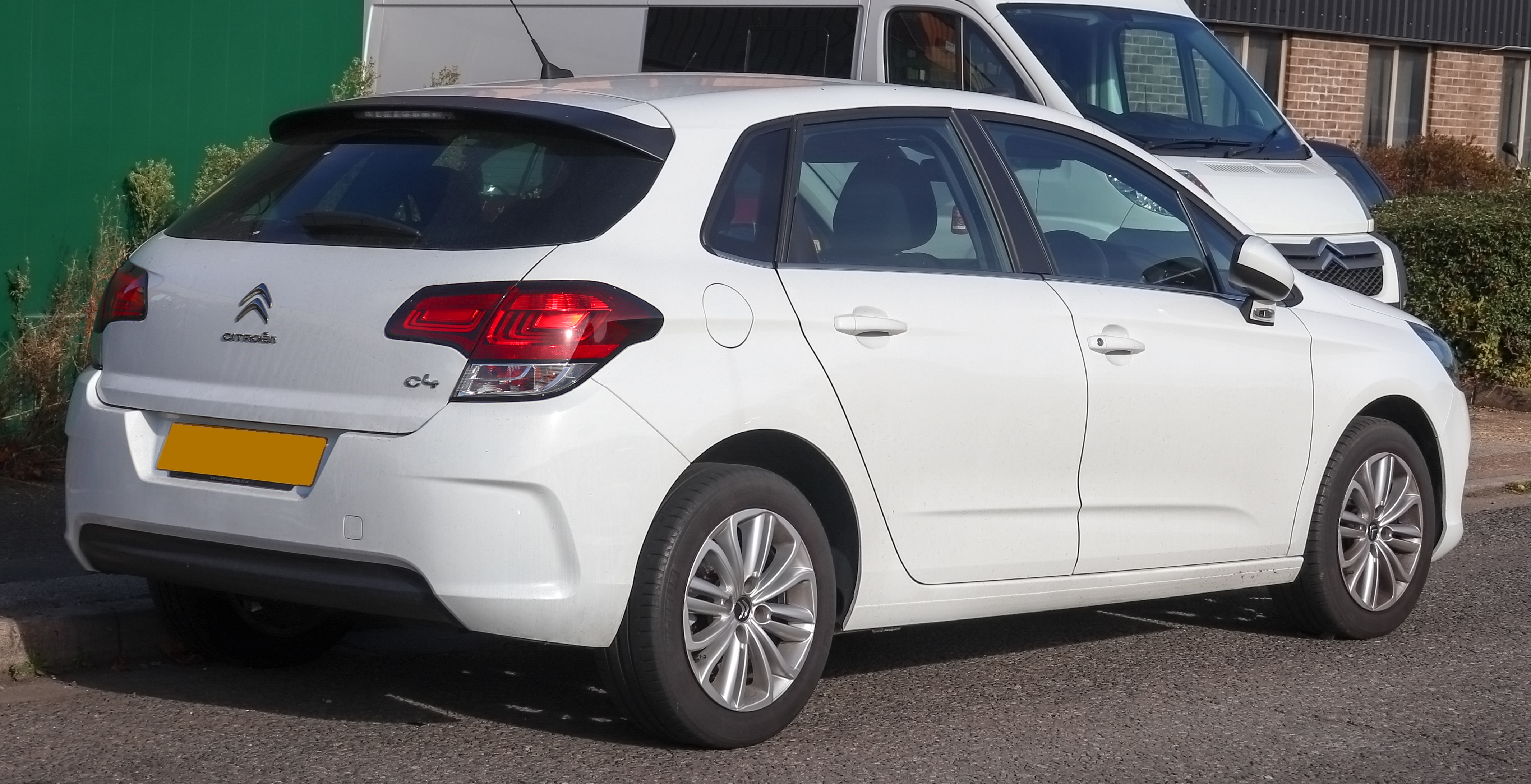
Restyling

Nel 2015 si hanno alcune novità di rilievo: il vecchio 1.4 16v Prince viene sostituito dal 1.2 turbo da 110 CV. In pratica è una variante depotenziata del 1.2 sovralimentato da 131 CV, già presente nella gamma. All'inizio del 2016 fa il suo ritorno anche in quei mercati da dove era stata esclusa per circa un anno e mezzo. Due anni dopo, all'inizio del 2018, cessa la produzione senza che venga sostituita da un'erede diretta. A quel punto, l'alternativa più vicina diventa la crossover C4 Cactus, più compatta ma che con il restyling è divenuta più simile a una berlina classica di segmento C che non a una vera crossover. Solo nel 2020, con l'uscita di scena della Cactus, viene introdotta la vera terza generazione della C4, che riunisce in sé le caratteristiche sia della Cactus, sia della C4 II ormai non più in listino da due anni.

## Riepilogo caratteristiche e versioni
Di seguito vengono riepilogate le caratteristiche delle varie versioni previste per la gamma della C4 seconda serie:
| Modello | Motore | Cilindrata cm³ | Alimentazione                        | Potenza CV/rpm | Coppia Nm/rpm | Cambio/ Nº rapporti     | Massa a vuoto (kg) | Velocità max | Acceler. 0–100 km/h | Consumo (l/100 km) | Emissioni CO2 (g/km) | Anni di produzione |
| Versioni a benzina |        |                |                                      |                |               |                         |                    |              |                     |                    |                      |                    |
| C4 1.2 THP | EB2DT  | 1199           | Iniezione diretta + turbocompressore | 110/5000       | 205/1500      | Manuale a 5 marce       | 1.200              | 184          | 10"9                | 5,2                | 115                  | 01/2015-02-20181   |
| C4 1.2 THP | EB2DTS | 1199           | Iniezione diretta + turbocompressore | 131/5500       | 230/1800      | Manuale a 6 marce       | 1.205              | 199          | 10"8                | 4,8                | 110                  | 05/2014-02/20182   |
| C4 1.4 VTi | EP3    | 1397           | Iniezione indiretta                  | 95/6000        | 136/4000      | Manuale a 5 marce       | 1.200              | 184          | 10"6                | 5,8                | 140                  | 12/2010-05/20153   |
| C4 1.6 VTi | EP6    | 1598           | Iniezione indiretta                  | 120/6000       | 160/4250      | Manuale a 5 marce       | 1.205              | 193          | 10"8                | 6,2                | 143                  | 12/2010-12/20143   |
| C4 1.6 VTi | EP6    | 1598           | Iniezione indiretta                  | 120/6000       | 160/4200      | Automatico a 4 rapporti | 1.270              | 193          | 11"                 | 6,2                | 159                  | 12/2010-12/20143   |
| C4 1.6 THP | EP6DT  | 1598           | Turbocompressore Iniezione diretta   | 156/6000       | 240/1400-4000 | Aut. seq. a 6 rapporti  | 1.275              | 214          | 8"7                 | 6,3                | 145                  | 12/2010-12/20144   |
| Versioni diesel |        |                |                                      |                |               |                         |                    |              |                     |                    |                      |                    |
| C4 1.6 HDi | DV6D   | 1560           | Turbodiesel common rail              | 92/4000        | 230/1750      | Manuale a 5 marce       | 1.205              | 180          | 12"9                | 4,2                | 110                  | 12/2010-12/20143   |
| C4 1.6 BlueHDi 100 | DV6FD  | 1560           | Turbodiesel common rail              | 99/3500        | 254/1750      | Manuale a 5 marce       | 1.205              | 180          | 11"5                | 3,8                | 95                   | 01/2015-02/20181   |
| C4 1.6 HDi (112 CV) | DV6C   | 1560           | Turbodiesel common rail              | 112/3600       | 270/1750      | Manuale a 6 marce       | 1.275              | 190          | 11"2                | 4,6                | 119                  | 12/2010-12/20143   |
| C4 1.6 e-HDi | DV6C   | 1560           | Turbodiesel common rail + Start&Stop | 112/3600       | 270/1750      | Aut. seq. a 6 rapporti  | 1.290              | 190          | 11"2                | 4,2                | 109                  | 12/2010-12/20143   |
| C4 1.6 BlueHDi 120 | DV6FC  | 1560           | Turbodiesel common rail              | 120/3500       | 300/1750      | Manuale a 6 marce       | 1.280              | 197          | 10"6                | 3,8                | 95                   | 01/2015-02/20181   |
| C4 2.0 HDi | DW10D  | 1997           | Turbodiesel common rail              | 150/3750       | 340/2000-2750 | Manuale a 6 marce       | 1.320              | 207          | 8"6                 | 4,9                | 127                  | 12/2010-12/20143   |
| C4 2.0 BlueHDi 150 | DW10FD | 1997           | Turbodiesel common rail              | 150/4000       | 370/2000      | Manuale a 6 marce       | 1.360              | 207          | 8"8                 | 3,8                | 98                   | 01/2015-12/20162   |
| Note: 1Prevista per il mercato italiano solo dal 01/2016 2Non prevista per il mercato italiano 3Non più prevista per il mercato italiano a partire dall'estate 2014 4Non più disponibile per il mercato italiano a partire dall'inizio del 2013 |        |                |                                      |                |               |                         |                    |              |                     |                    |                      |                    |

## LaC4 L, laC4 Loungee laC4 Sedan

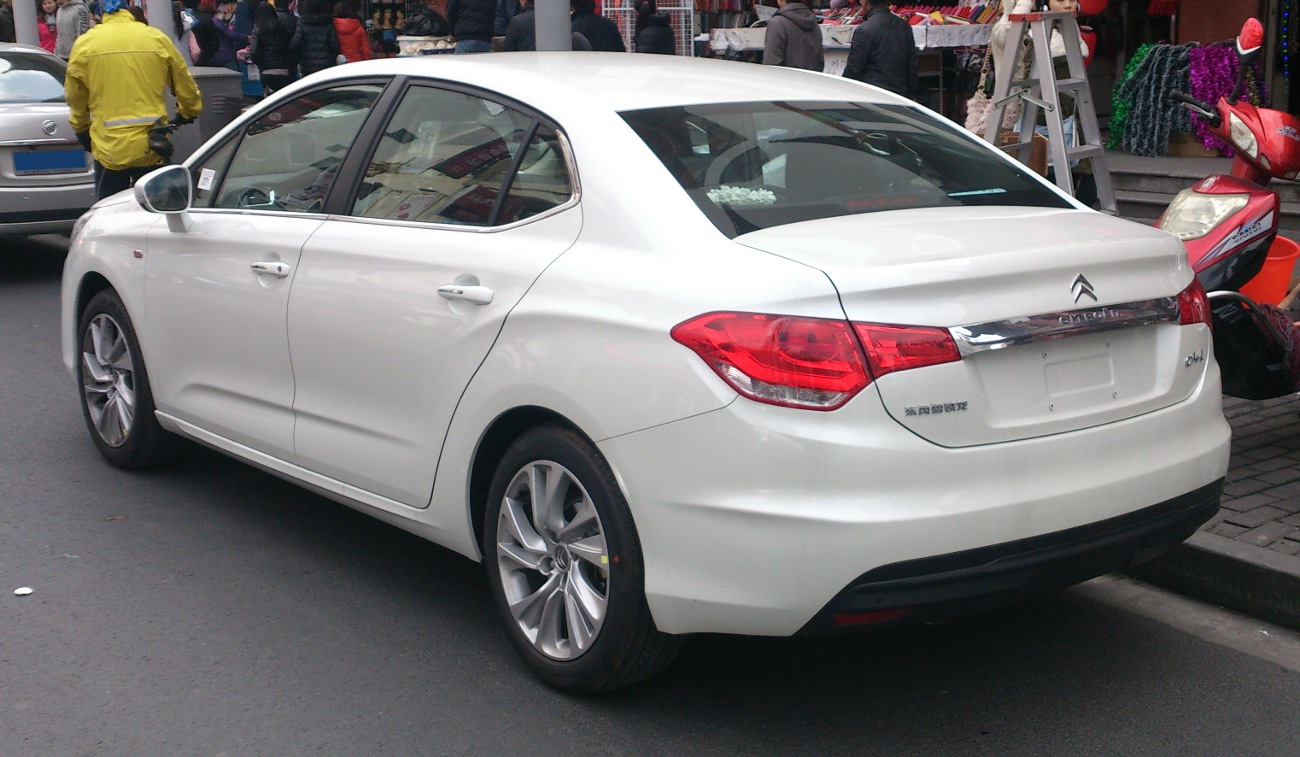
Citroën C4 L, vista posteriore (Cina)

Lanciata nel 2012, la C4 L è una versione a tre volumi e a passo allungato della C4 europea di seconda generazione. L'interasse è infatti maggiore di ben 10 cm, portandosi a 2,71 metri di lunghezza, la stessa del modello precedente alla C4 L, ossia la C-Triomphe. Cambiano solo gli ingombri esterni, che nella C4 L sono inferiori di 15 cm (passando da 4,77 a 4,62 metri). Tale modello viene prodotto nello stabilimento cinese di Wuhan e viene disegnato nel centro stile PSA di Shanghai. Tuttavia viene commercializzato anche in Russia, in Bielorussia e in alcuni paesi del Sudamerica. 

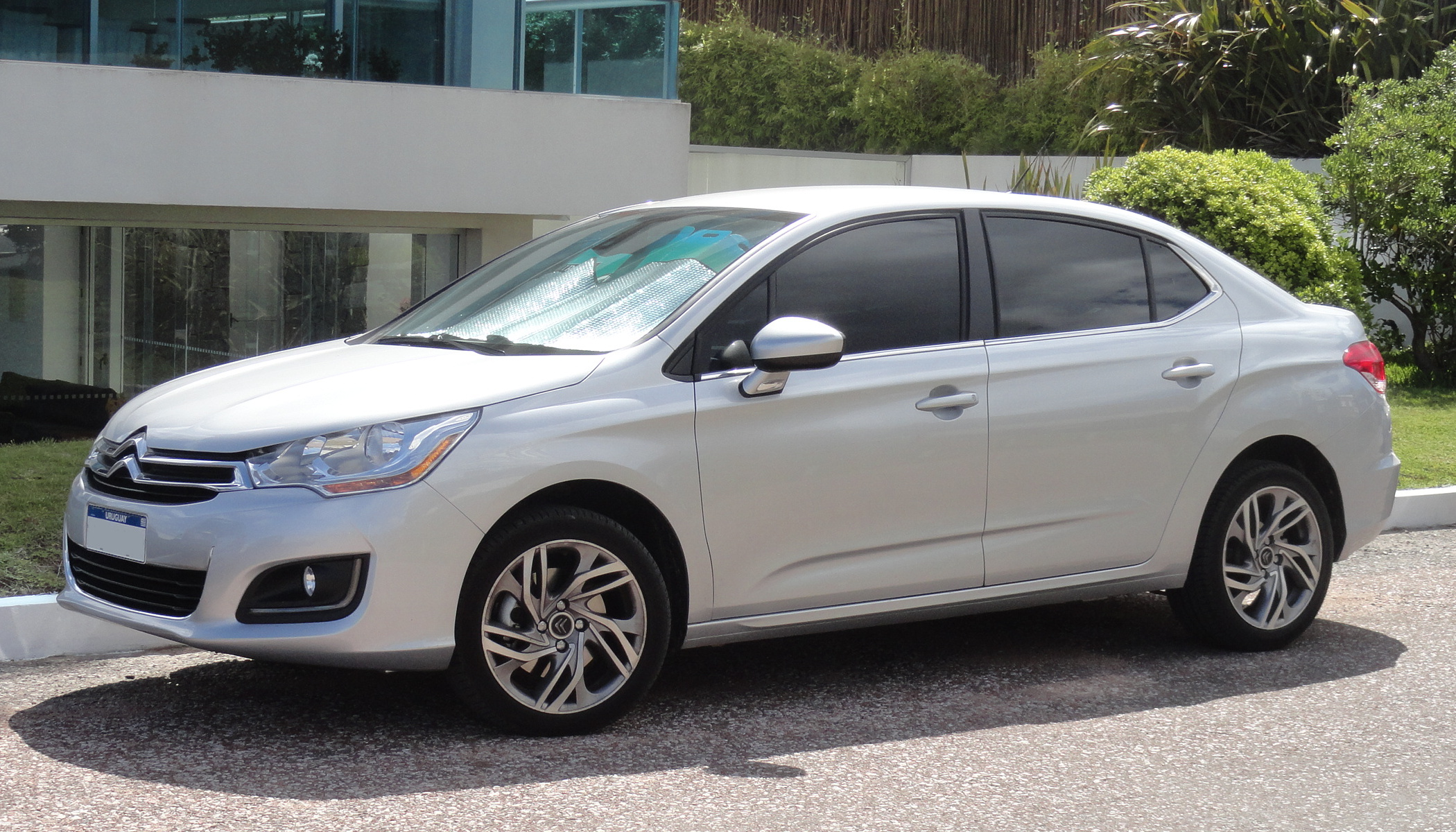
Citroën C4 L, vista anteriore (Uruguay)

Per i due ex-paesi sovietici, la produzione ha luogo invece presso lo stabilimento russo di Kaluga. A seconda del mercato di destinazione, la vettura prende il nome di C4 Lounge o di C4 Sedan. In generale, lo stile riprende quello della C4 II europea, con una calandra costituita dai prolungamenti del "double chevron". La C4 L è caratterizzata da una dotazione, comprendente anche il navigatore satellitare touch screen, ma soprattutto è stata rifinita in maniera tale da ottimizzare il comfort di bordo.

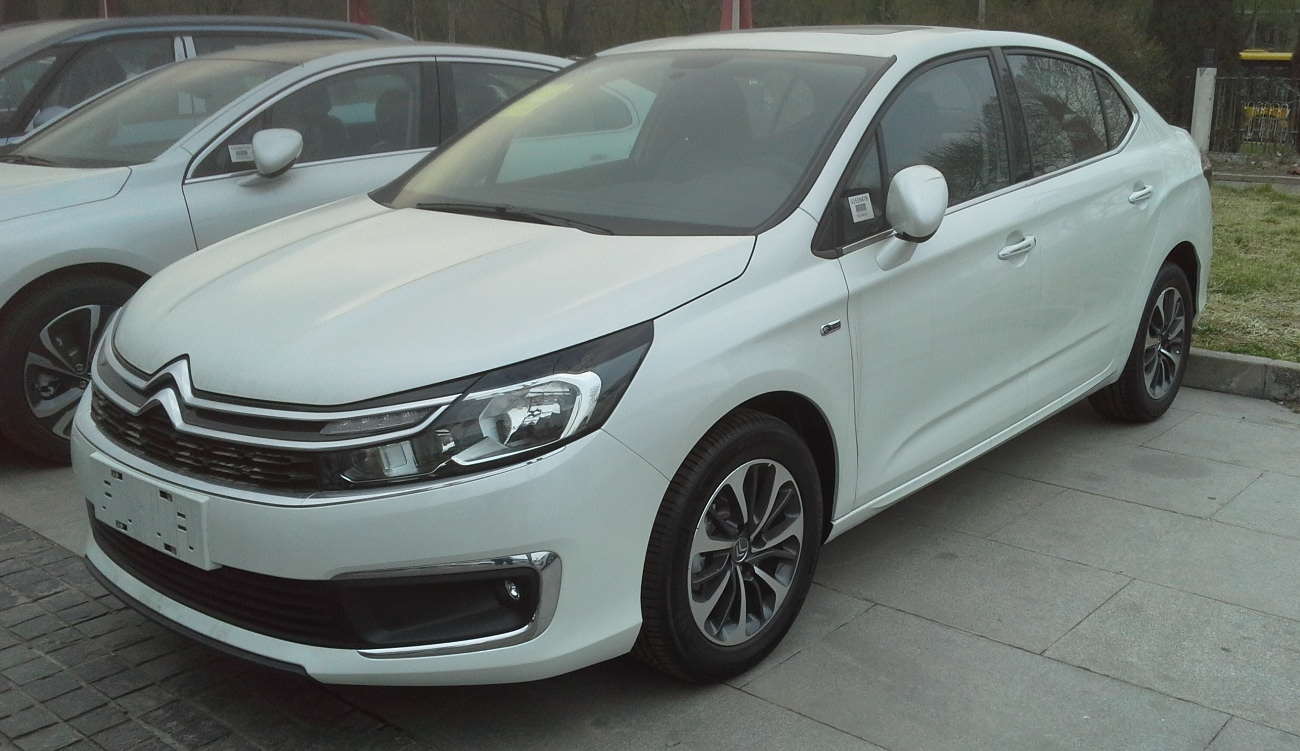
Citroën C4 L restyling (Cina)

La gamma motori della C4 L prevede un 1.8 aspirato da 135 CV e un 1.6 THP disponibile nelle potenze di 150 e 170 CV. Durante la carriera commerciale, il 1.8 di base è stato sostituito da un 1.2 THP di pari potenza. Nel 2016 si è avuto un restyling che ha visto un aggiornamento del frontale, ora più simile a quello della C6 II venduta in Cina.